# Softbol nos Jogos Pan-Americanos de 2015 - Feminino
O torneio feminino de softbol nos Jogos Pan-Americanos de 2015 foi realizado entre 19 e 26 de julho no President's Choice Ajax Pan Am Ballpark. Seis equipes participaram do evento.

## Medalhistas
|  | CAN Canadá |  | USA Estados Unidos |  | PUR Porto Rico |
|  | Jenna Caira Jocelyn Cater Larissa Franklin Sara Groenewegen Megan Gurski Karissa Hovinga Joey Lye Erika Polidori Kaleigh Rafter Sara Riske Jennifer Salling Megan Timpf Logan White Natalie Wideman Jenn Yee |  | Valerie Arioto Allyson Carda Raven Chavanne Amanda Chidester Kellie Fox Lauren Gibson Janelle Lindvall Haylie McCleney Jessica Moore Michelle Moultrie Sara Nevins Sierra Romero Kelsey Stewart Janette Takeda Jaclyn Traina |  | Dayanira Díaz Galis Lozada Kiara Nazario Elicia D'Orazio Yahelis Muñoz Gabriela Palacios Aleshia Ocasio Karla Claudio Monica Santos Shemiah Sánchez Quianna Díaz-Patterson Sahvanna Jaquish Nicole Osterman Yairka Morán Yazmín Torres |

## Formato
As seis equipes integraram um grupo único onde todas se enfrentaram, totalizando cinco jogos. As quatro primeiras colocadas se classificaram as semifinais, onde o perdedor da primeira partida da semifinal (entre o 1º e 2º da primeira fase) jogou contra o vencedor da segunda partida da semifinal (entre o 3º e 4º) para a disputa da medalha de bronze. O perdedor do jogo ganhou a medalha de bronze, enquanto o vencedor disputou a medalha de ouro contra o vencedor da primeira semifinal.

## Primeira fase
|  | Equipes classificadas à fase final |

Todas as partidas seguem o fuso horário local (UTC-5).
| Seleção                  | J | V | D | C+ | C- | DC  |
| ------------------------ | - | - | - | -- | -- | --- |
| USA Estados Unidos       | 5 | 5 | 0 | 43 | 4  | +39 |
| CAN Canadá               | 5 | 4 | 1 | 21 | 14 | +7  |
| PUR Porto Rico           | 5 | 3 | 2 | 18 | 17 | +1  |
| BRA Brasil               | 5 | 2 | 3 | 7  | 19 | –14 |
| CUB Cuba                 | 5 | 1 | 4 | 10 | 23 | –13 |
| DOM República Dominicana | 5 | 0 | 5 | 14 | 36 | –22 |

| 19 de julho 14:00 | Cuba | 3 – 1 Ficha | República Dominicana | President's Choice Ajax Pan Am Ballpark, Ajax Público: 2 895 |

| 19 de julho 16:30 | Brasil | 0 – 6 Ficha | Canadá | President's Choice Ajax Pan Am Ballpark, Ajax Público: 2 234 |

| 19 de julho 19:00 | Porto Rico | 2 – 9 Ficha | Estados Unidos | President's Choice Ajax Pan Am Ballpark, Ajax Público: 234 |

| 20 de julho 14:00 | Brasil | 0 – 7 Ficha | Estados Unidos | President's Choice Ajax Pan Am Ballpark, Ajax Público: 502 |

| 20 de julho 16:30 | Porto Rico | 11 – 5 Ficha | República Dominicana | President's Choice Ajax Pan Am Ballpark, Ajax Público: 375 |

| 20 de julho 19:00 | Canadá | 5 – 0 Ficha | Cuba | President's Choice Ajax Pan Am Ballpark, Ajax Público: 546 |

| 21 de julho 14:00 | Porto Rico | 3 – 2 Ficha | Cuba | President's Choice Ajax Pan Am Ballpark, Ajax Público: 832 |

| 21 de julho 16:30 | República Dominicana | 1 – 2 Ficha | Brasil | President's Choice Ajax Pan Am Ballpark, Ajax Público: 2 900 |

| 21 de julho 19:00 | Canadá | 0 – 7 Ficha | Estados Unidos | President's Choice Ajax Pan Am Ballpark, Ajax |

| 22 de julho 14:00 | Brasil | 0 – 2 Ficha | Porto Rico | President's Choice Ajax Pan Am Ballpark, Ajax Público: 460 |

| 22 de julho 16:30 | Estados Unidos | 9 – 2 Ficha | Cuba | President's Choice Ajax Pan Am Ballpark, Ajax Público: 450 |

| 22 de julho 19:00 | Canadá | 9 – 7 Ficha | República Dominicana | President's Choice Ajax Pan Am Ballpark, Ajax Público: 1 200 |

| 23 de julho 14:00 | República Dominicana | 0 – 11 Ficha | Estados Unidos | President's Choice Ajax Pan Am Ballpark, Ajax Público: 112 |

| 23 de julho 16:30 | Cuba | 3 – 5 Ficha | Brasil | President's Choice Ajax Pan Am Ballpark, Ajax Público: 347 |

| 23 de julho 19:00 | Porto Rico | 0 – 1 Ficha | Canadá | President's Choice Ajax Pan Am Ballpark, Ajax Público: 2 050 |

## Fase final
|  | Semifinais | Semifinais     | Semifinais |   |   | Disputa pelo bronze | Disputa pelo bronze | Disputa pelo bronze |   |        | Final | Final          | Final |
|  |            |                |            |   |   |                     |                     |                     |   |        |       |                |       |
|  | 1          | Estados Unidos | 5          |   |   |                     |                     |                     |   |        |       |                |       |
|  | 2          | Canadá         | 2          |   |   |                     |                     |                     |   |        | 1     | Estados Unidos | 2     |
|  |            |                |            |   | 2 | Canadá              | 7                   |                     | 2 | Canadá | 4     |                |       |
|  |            | 3              | Porto Rico | 4 |   |                     |                     |                     |   |        |       |                |       |
|  | 3          | Porto Rico     | 12         |   |   |                     |                     |                     |   |        |       |                |       |
|  | 4          | Brasil         | 2          |   |   |                     |                     |                     |   |        |       |                |       |

### Semifinais
| 24 de julho 16:30 | Brasil | 2 – 12 Ficha | Porto Rico | President's Choice Ajax Pan Am Ballpark, Ajax Público: 1 050 |

| 24 de julho 19:00 | Canadá | 2 – 5 Ficha | Estados Unidos | President's Choice Ajax Pan Am Ballpark, Ajax Público: 2 145 |

### Disputa pelo bronze
| 25 de julho 17:00 | Porto Rico | 4 – 7 Ficha | Canadá | President's Choice Ajax Pan Am Ballpark, Ajax Público: 2 267 |

### Final
| 26 de julho 11:00 | Canadá | 4 – 2 Ficha | Estados Unidos | President's Choice Ajax Pan Am Ballpark, Ajax Público: 3 000 |

## Classificação final
| Pos.              | Equipe                   | Campanha | Campanha | Campanha |
| Pos.              | Equipe                   | V        | D        |          |
| ----------------- | ------------------------ | -------- | -------- | -------- |
| Medalha de ouro   | CAN Canadá               | 6        | 2        |          |
| Medalha de prata  | USA Estados Unidos       | 6        | 1        |          |
| Medalha de bronze | PUR Porto Rico           | 4        | 3        |          |
| 4                 | BRA Brasil               | 2        | 4        |          |
| 5                 | CUB Cuba                 | 1        | 4        |          |
| 6                 | DOM República Dominicana | 0        | 5        |          |